# Bernhardus Sasse
Bernhardus Sasse oder Bernhard von Sachsen, Bernardus de Saxonia († vor 21. Februar 1539 oder 1549) war Weihbischof im Bistum Münster sowie Zisterziensermönch im Kloster Marienfeld.

## Leben
Sasse war ein nichtehelicher Sohn des Herzogs Johann IV. von Sachsen-Lauenburg (* 1439; † 1507). Sein ältester Halbbruder Erich II. von Sachsen-Lauenburg war später Bischof von Hildesheim.
Bernhardus trat in den Benediktinerorden ein und wurde am 23. März 1519 zum Weihbischof in Münster und zum Titularbischof von Akkon ernannt.
Nachdem er sein Amt als Weihbischof niedergelegt hatte, trat er in das Zisterzienserkloster Marienfeld ein. Hier war er Confessarius, Beichtvater, der Zisterzienserinnenabtei Gravenhorst. Er starb vor dem 21. Februar 1539 und wurde in Gravenhorst bestattet.

## Weihehandlungen
- 5. September 1520: Altar der Pfarrkirche in Rheine
- 1529: St. Laurentius in Westkirchen
- 12. Juli 1529: Kapelle und Altar in Liesborn
- 2. Juli 1530: Altar in der Pfarrkirche in Üffeln